# Grave (groupe)
Pour les articles homonymes, voir Grave.
Grave est un groupe suédois de death metal, originaire de Visby, Gotland. Il est formé en 1986 par le chanteur et guitariste Ola Lindgren, qui est le seul membre restant de la formation originale. Le groupe se popularise dans les années 1990, et leurs quatre albums Into the Grave, You'll Never See..., Soulless et Hating Life, solidifient encore plus leur rôle dans la scèe death metal. Grave se met en pause en 1997, et ne revient que deux ans plus tard, en 1999. Depuis, ils compteront sept albums supplémentaires, pour un total de onze albums.

## Biographie

### Débuts (1986–1993)
Fondé en 1986 sous le nom de Corpse par le chanteur et guitariste Ola Lindgren, Grave adopte son nouveau patronyme en 1988. Après quelques démos et EPs, la formation sort son premier album Into the Grave en 1991.
Après avoir tourné en Europe et aux États-Unis, en 1992, le groupe publie son deuxième album, You'll Never See..., une continuité dans le style de leur premier album. Cependant, le bassiste Jonas Torndal quitte le groupe n'étant pas d'accord pour les tournées. N'arrivant pas à le remplacer, le groupe décide de devenir un trio, le guitariste Jörgen Sandström alternant à la basse. Une tournée européenne suite avec Dismember et Morbid Angel.

### Nouveaux albums, pause et retour (1994–2003)
Le troisième album du groupe, Soulless,  publié en 1994, se caractérise par un style musical quelque peu différent, mêlant expérimental et industriel. Sandström quitte le groupe en 1996, et Lindgren reprend le chant sur leur quatrième album, Hating Life. L'album progresse dans le style débuté dans Soulless. Une autre tournée américaine et européenne suit, enregistrée pour l'album live Extremely Rotten Live. Le groupe se sépare en 1997, mais revient en 1999 pour les répétitions. Finalement, ils jouent en concert et publient un nouvel album en 2002. Back from the Grave est un retour au style musical de leur deuxième album, You'll Never See..., inspiré de Soulless.

### Fiendish RegressionetAs Rapture Comes(2004–2007)
L'album Fiendish Regression assiste au départ du batteur Paulsson, qui est remplacé par le batteur de Coercion, Pelle Ekegren. L'album et plus agressif et rapide. Ils tournent eh Europe avec le groupe canadien Cryptopsy.
Deux ans plus tard en 2006, As Rapture Comes est publié. Il comprend une reprise de la chanson Them Bones d'Alice in Chains. En soutien à l'album, le groupe tourne avec Dismember, Vital Remains, Demiricous, et Withered aux États-Unis et au Canada. En novembre 2006, ils tournent en Europe participant au Masters of Death avec Unleashed, Dismember, Entombed et Exterminator. En septembre 2006, Grave participe à une tournée européenne avec Nile pour leur album Ithyphallic. Ils publient leur DVD live Enraptured en Europe le 27 novembre 2006 via Metal Mind Productions et aux États-Unis le 1er février 2007 via MVD Visual.

### Dernières années (depuis 2008)

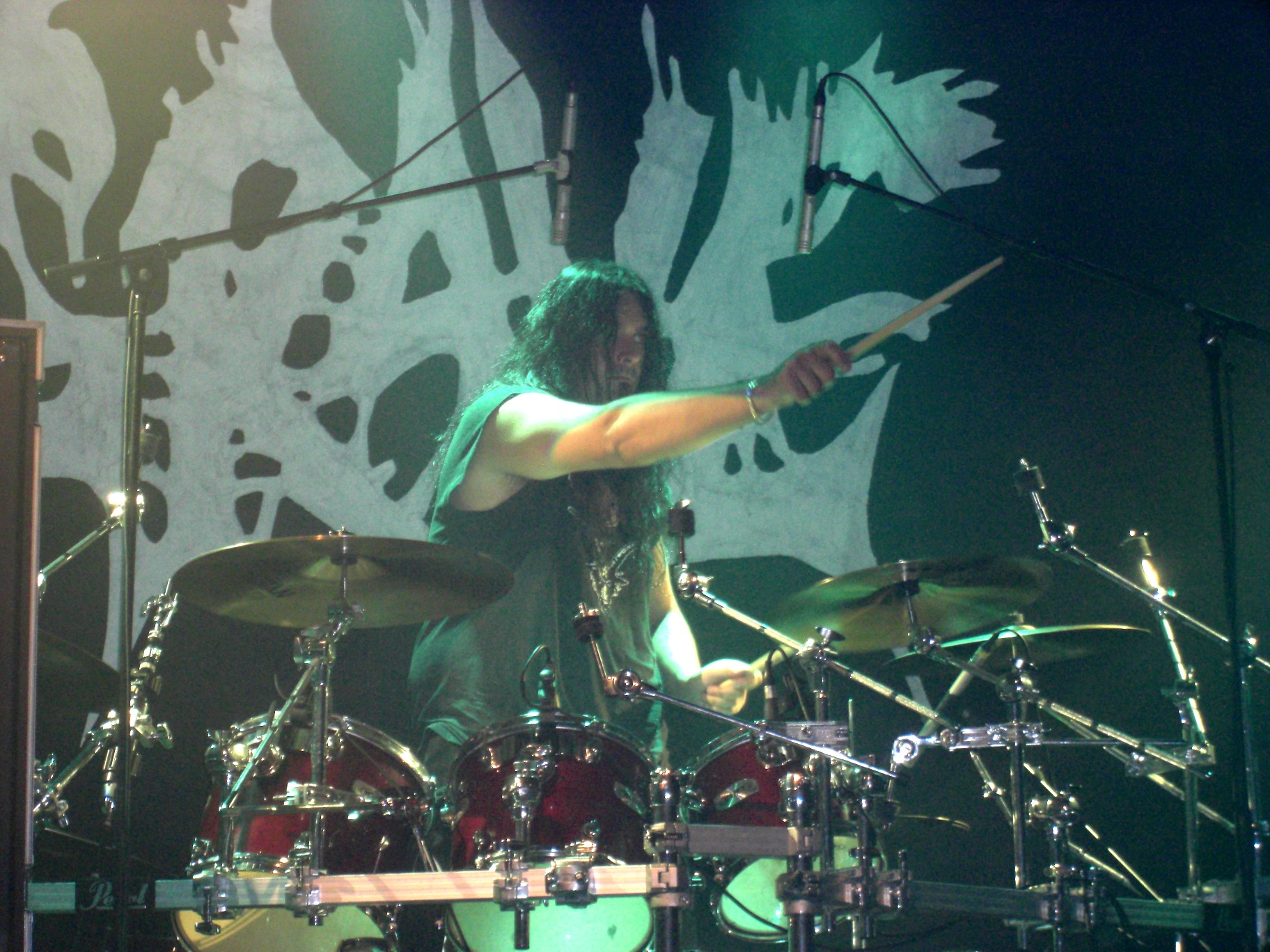
Ronnie Bergerståhl, batteur du groupe. Klubben 2008.

En 2008, le groupe revient avec un huitième album, Dominion VIII, au label Regain Records. Stylistiquement, c'est un retour dans les racines death metal old-school du groupe. L'album qui suit, Burial Ground, continue dans la même lignée. En septembre 2010, Fredrik Isaksson quitte le groupe et est remplacé par Tobias Cristiansson. En mai 2008, ils publient la vidéo de la chanson Bloodpath, extraite de Dominion VIII, tournée en plus de trois jours à Visby et réalisée par Joakim Ytterberg et Kave Raufi,. 
En juillet 2011, Grave semblerait travailler sur un dixième album prévu pour 2012. Intitulé Endless Procession of Souls, il est publié le 27 août 2012 en Europe et en Amérique du Nord.
Grave publie son onzième album Out of Respect for the Dead en octobre 2015. Le 4 septembre 2015, le groupe révèle la couverture de l'album, réalisée par Costin Chioreanu (pl), qui a également réalisé celle des trois derniers albums et l'EP Morbid Ascent. En août 2016, leur tournée En Finlande avec Demonical est annulée.

## Membres

### Membres actuels
- Ola Lindgren - chant, guitare (depuis 1988)
- Ronnie Bergerståhl - batterie (depuis 2006)
- Tobias Cristiansson - basse (depuis 2010)
- Mika Lagrén - guitare (depuis 2011)

### Anciens membres
- Jonas Torndal - basse (1991-1992), guitare (1999-2007)
- Jens « Jensa » Paulsso - batterie (1988-2002)
- Jörgen Sandström - chant, basse (1988-1996) (Entombed, Krux)
- Fredrik Isaksson - basse (2001-2010) (Therion)
- Pelle Ekegren - batterie (2003-2006)
- Magnus Martinsson - guitare (2008-2011)

## Discographie

### Albums studio
- 1991 : Into the Grave
- 1992 : You'll Never See...
- 1994 : Soulless
- 1996 : Hating Life
- 2002 : Back from the Grave
- 2004 : Fiendish Regression
- 2006 : As Rapture Comes
- 2008 : Dominion VIII
- 2010 : Burial Ground
- 2012 : Endless Procession of Souls
- 2015 : Out of Respect for the Dead

### Albums live
- 1997 : Extremely Rotten Live